# SEAT Córdoba
El SEAT Córdoba es un automóvil de turismo del segmento B que fue producido por el fabricante español SEAT. Su nombre viene dado por la ciudad española de Córdoba, ubicada en Andalucía. Posee tracción delantera con motor delantero transversal. Fue diseñado en la planta de SEAT en Martorell, Barcelona, y producida con motores del Grupo Volkswagen. El Córdoba ha sido descontinuado desde 2009 y se ha dejado de producir en su planta española, siendo sustituido en Europa por las versiones familiares de la cuarta generación del SEAT Ibiza (Ibiza ST).

## Primera generación (1993-2002)
La primera generación del Córdoba se presentó en 1993 en el Salón del Automóvil de Fránkfurt, este modelo era la variante sedán del Ibiza II que también salió al mercado en 1993. El Córdoba I, cuenta con tres carrocerías: el 4 puertas, la de 2 puertas denominado Córdoba SX, y la familiar de 5 puertas denominado Córdoba Vario.

## Segunda generación (2002-2009)
La segunda generación del Córdoba, se comercializó en el último trimestre de 2002, este modelo era la variante sedán del Ibiza III. A diferencia de la generación anterior la segunda generación sólo contó con la carrocería de 4 puertas.

## Posicionamiento
Ambas generaciones del Córdoba están relacionadas con distintas generaciones del SEAT Ibiza.
El posicionamiento del vehículo no era habitual en Europa, donde el segmento B del mercado estaba dominado completamente por los hatchback.
A principios de los años 90 el Grupo Volkswagen, que se había hecho con el control de SEAT en 1986, utilizaba una estrategia de plataformas comunes Volkswagen A Platform hoy en día superada por un sistema modular menos rígido, la Volkswagen A PQ platform.
A SEAT se le asignaron únicamente dos plataformas para cubrir hasta cinco segmentos de mercado.
La primera en llegar fue la plataforma A2. Se utilizó para sustituir al viejo SEAT Málaga. Derivaba de los Volkswagen Golf II, Jetta II y Corrado, sobre ella se creó el SEAT Toledo I. Para relanzar la marca y a la vez reducir costes se aupó al Toledo a la categoría superior ofreciendo suficiente empaque por línea, equipamiento y motorizaciones para competir tanto en el segmento C de las berlinas medias (con por ejemplo el Ford Orion) como en el segmento D con berlinas medio altas (con por ejemplo el Ford Mondeo Mk I).
De la segunda, la plataforma A03, compartida con el Volkswagen Polo III, SEAT derivó una serie de modelos en el espectro de los segmentos A, B y C. SEAT estrenaría esta plataforma en 1993 con el Ibiza II, que era el modelo Hatchback del cual derivarían otras carrocerías diferentes, su variante sedan el SEAT Córdoba (4p/2p) y VW Polo Classic, los familiares Córdoba Vario y VW Polo Variant, y las furgonetas SEAT Inca y Volkswagen Caddy. Finalmente los modelos del segmento A el SEAT Arosa y Volkswagen Lupo.
SEAT dotó de personalidad propia al coche denominándolo "Córdoba", en lugar de Ibiza sedán (4p/2p), con lo que consiguió ampliar su estrecha gama de modelos y evitar recelos sobre la comercialización de un vehículo pequeño con maletero añadido. El público en general podía verlo como algo ya superado desde la desaparición del Renault 7 a principio de los años 80.
La campaña publicitaria se adelantó a la imagen negativa que pudiese crearse con un Ibiza tres volúmenes mostrando imágenes de atractivos traseros masculinos con el eslogán de "muéstralo" y sin utilizar en ningún momento la palabra Ibiza.
No obstante, los objetivos no eran ambiciosos y para la variante tres volúmenes de esta plataforma, no se varió la estampación y el coche era idéntico al Ibiza II hasta en las puertas traseras. Incluso en las versiones Polo Classic la estampación del coche era igual que la del Ibiza y no con el Polo. Así mismo, era fabricado en Martorell en lugar de en la fábrica española de Volkswagen en Landaben.
La estrategia global de este coche difería según la parte del mundo donde se comercializara. En España no se comercializaban apenas coches de este tipo hacía una década, con la excepción de los alemanes Volkswagen Polo Classic y Opel Corsa TR, de implantación muy minoritaria, con lo que el Córdoba se comercializó como un mini sedán. De esta forma, el vehículo intentó ocupar el lugar del recién desaparecido SEAT Málaga, que estaba un escalón por encima en el segmento C.
En el resto de Europa Occidental, donde las versiones tres volúmenes de vehículos del segmento B o "superminis" tampoco eran comunes, la estrategia fue situarlo en un nicho especial en el segmento B. Sin embargo, en Alemania, auténtica razón de ser del segmento y donde este tipo de automóviles (sobre todo en versiones de 2 puertas) es muy común, el mercado se decantó por la versión Polo Classic.
En general, y salvo en mercados concretos, las marcas europeas reservaban este tipo de vehículos para países de otras áreas geográficas (Sudamérica, Sudáfrica, Europa Oriental, Asia) donde ocupan con naturalidad el lugar de pequeñas berlinas que en Europa suelen ocupar vehículos de uno y hasta dos segmentos superiores y actualmente los SUVs y MPVs compactos.
De esta forma, las versiones 3 volúmenes de los competidores del Ibiza no se producen en Europa Occidental, aunque en ocasiones se exportan pequeñas series, no ofreciéndose en todos los mercados ni con continuidad. Estos son Renault Clio Symbol, Dacia Logan y, anteriormente, Renault Siete, Skoda Fabia Sedán, Fiat Linea, Palio y Siena y, así como antaño lo fueron Fiat 147, Opel/Chevrolet Corsa 4 puertas y Aveo, Ford Fiesta Sedán, etc.
Por esa razón el Córdoba no gozó de una aceptación similar a las versiones hatchback (Ibiza) en España/Europa Occidental, aunque su fama de solidez e incluso el plus de seguridad frente a sus otros superminis le permitió consolidar un nicho de mercado.
Sin embargo SEAT en su segunda generación (y sobre todo Volkswagen con la primera bajo su propio nombre) comercializan el coche con éxito en México, Asia y Sudamérica donde se enfrenta a sus rivales "naturales".
En la prensa británica se dijo: "básicamente el Córdoba es un Ibiza con maletero, cuya simple adición, garantiza virtualmente un colapso de las ventas, al menos en Reino Unido".

## Ventas y producción
| Modelo                            | 1993 | 1994 | 1995 | 1996 | 1997 | 1998    | 1999    | 2000   | 2001   | 2002   | 2003   | 2004   | 2005   | 2006   | 2007   | 2008   | 2009  |  |
| --------------------------------- | ---- | ---- | ---- | ---- | ---- | ------- | ------- | ------ | ------ | ------ | ------ | ------ | ------ | ------ | ------ | ------ | ----- |  |
| SEAT Córdoba / SEAT Córdoba Vario | ?    | ?    | ?    | ?    | ?    | 108,749 | 111,894 | 97,685 | 78,770 | 58,646 | 59,348 | 46,821 | 37,568 | 31,058 | 29,747 | 20,439 | 4,861 |  |